# Верас (футбольный клуб)
«Верас» (бел. «Верас») — белорусский футбольный клуб из Несвижа.

## История
Клуб был основан в 1995 году в городе Несвиж, Минской области. Начал выступать в Третьей лиге, которая затем сменила название на Вторую лигу. Дважды клуб занимал второе место в группах в сезонах 1997 и 1998 годах. В сезоне 2003 года клуб снова завоевал серебряные медали и получил повышение в Первую лигу. В январе 2011 года у клуба возникли проблемы с финансированием. В феврале 2011 года клуб официально прекратил своё существование.

## Достижения
Вторая Лига
 Серебряный призёр: 1997, 1998, 2003

## Главные тренеры
| Главный тренер            | Период работы |
| ------------------------- | ------------- |
| Сергей Юрьевич Пышник     | 1998—2009     |
| Владимир Борисович Курнев | 2010          |